# Back to December
«Back to December» —en español: «Regreso a Diciembre»— es una balada escrita, grabada e interpretada por la cantautora estadounidense Taylor Swift. La compañía discográfica Big Machine Records la lanzó el 15 de noviembre de 2010 como segundo sencillo del álbum Speak Now. Debutó en el número 6 en el Billboard Hot 100 con 242,000 descargas digitales, y desde entonces ha vuelto a entrar en el número 74 al ser lanzada como sencillo, llegando a alcanzar el número 18.

## Video musical
El video musical está disponible en el canal oficial de Taylor Swift desde el día 13 de enero de 2011.
Se rumorea que esta balada fue inspirada en el romance que mantuvo por algún tiempo con el famoso actor Taylor Lautner en el cual la cantante le pediría disculpas por la despreocupación de su parte.
Taylor Swift, con una actitud totalmente arrepentida, confesó durante una entrevista a E! News:
"La persona quién inspiro esta canción, lo merece. Se trata de una persona quien fue increíble conmigo, simplemente perfecto para mí durante la relación, y yo fui realmente descuidada con él. Esta canción está repleta de cosas que le diría".
El video, que fue dirigido por Yoann Lemoine, quien también dirigió «Teenage Dream», de Katy Perry, se filmó en Nashville y en Nueva York. En él se puede ver a Taylor, en un día muy frío de invierno, en donde ella le escribe una nota pidiéndole disculpas a su enamorado, interpretado por Guntar Asmanis. El padre de la cantante denominó al video, nada más y nada menos, como “el mejor hasta el momento”.

## Presentaciones en vivo
Hizo su primera presentación en vivo de Back to December el día 10 de noviembre de 2010 e el 44th annual Country Music Association Awards. Allí anunció que esta canción sería su segundo sencillo oficial.
Por último el 21 de noviembre hizo también su presentación en el "38th American Music Awards" con otros artistas relacionados con su estilo de música.

## Poscionamiento en listas
| Listas (2010–2011)                  | Mejor posición |
| ----------------------------------- | -------------- |
| Australia (ARIA)                    | 26             |
| Canadá (Canadian Hot 100)           | 7              |
| Nueva Zelanda (Recorded Music NZ)   | 24             |
| Estados Unidos (Billboard Hot 100)  | 6              |
| Estados Unidos (Hot Country Songs)  | 3              |
| Estados Unidos (Mainstream Top 40)  | 11             |
| Estados Unidos (Adult Top 40)       | 11             |
| Estados Unidos (Adult Contemporary) | 14             |